# Bulbophyllum xiphion
Bulbophyllum xiphion är en orkidéart som beskrevs av Jaap J. Vermeulen. Bulbophyllum xiphion ingår i släktet Bulbophyllum och familjen orkidéer. Inga underarter finns listade i Catalogue of Life.